# Брчичі (Тинян)
Брчичі (хорв. Brčići) — населений пункт у Хорватії, в Істрійській жупанії у складі громади Тинян.

## Населення
Населення за даними перепису 2011 року становило 100 осіб.
Динаміка чисельності населення поселення:

## Клімат
Середня річна температура становить 12,24 °C, середня максимальна – 26,52 °C, а середня мінімальна – -2,70 °C. Середня річна кількість опадів – 1018 мм.
| Клімат поселення                              | Клімат поселення | Клімат поселення | Клімат поселення | Клімат поселення | Клімат поселення | Клімат поселення | Клімат поселення | Клімат поселення | Клімат поселення | Клімат поселення | Клімат поселення | Клімат поселення | Клімат поселення |
| Показник                                      | Січ.             | Лют.             | Бер.             | Квіт.            | Трав.            | Черв.            | Лип.             | Серп.            | Вер.             | Жовт.            | Лист.            | Груд.            |                  |
| Середній максимум, °C                         | 9,49             | 10,28            | 13,08            | 16,93            | 21,88            | 26,02            | 26,52            | 25,84            | 21,19            | 16,61            | 11,64            | 8,60             |                  |
| Середня температура, °C                       | 3,40             | 4,18             | 7,00             | 10,82            | 15,78            | 19,93            | 22,41            | 21,74            | 17,09            | 12,50            | 7,54             | 4,50             |                  |
| Середній мінімум, °C                          | −2,7             | −1,9             | 0,90             | 4,75             | 9,71             | 13,84            | 18,30            | 17,62            | 12,98            | 8,40             | 3,44             | 0,38             |                  |
| Норма опадів, мм                              | 73               | 60               | 74               | 85               | 75               | 87               | 64               | 90               | 91               | 110              | 117              | 92               |                  |
| Середньомісячна швидкість вітру, м/с          | 1.90             | 2.19             | 2.39             | 2.40             | 2.18             | 2.09             | 2.00             | 1.98             | 1.97             | 2.09             | 2.17             | 2.08             |                  |
| Середньомісячна сонячна радіація, кДж/м²·день | 4526             | 7463             | 10712            | 15059            | 19243            | 21021            | 21819            | 18736            | 14034            | 9037             | 4945             | 3797             |                  |
| --------------------------------------------- | ---------------- | ---------------- | ---------------- | ---------------- | ---------------- | ---------------- | ---------------- | ---------------- | ---------------- | ---------------- | ---------------- | ---------------- | ---------------- |
| Джерело:                                      |                  |                  |                  |                  |                  |                  |                  |                  |                  |                  |                  |                  |                  |